# جين سيمونس

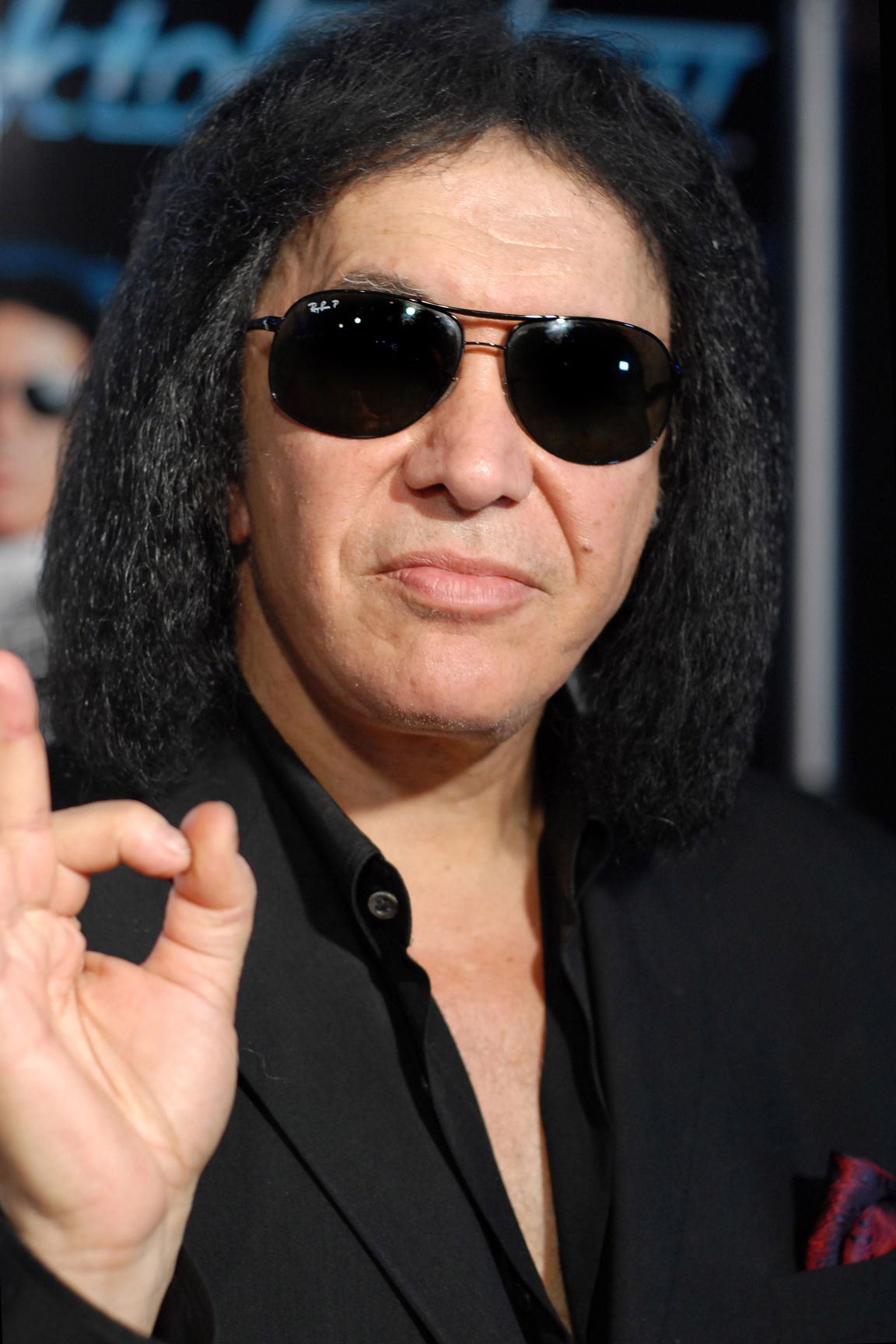

جين سيمونس (بالعبرية: ג'ין סימונס‏) (بالعبرية:חיים ויץ) (بالإنجليزية:Gene Simmons) ، ممثل ومغنٍ إسرائيلي مشهور ، ولد في 25 أغسطس 1949 ، وشارك في عدة أفلام وأقام حفلات موسيقية ومن بينها مشاركته في فيلم (Wanted: A Live or Dead) .

## بداية حياته
ولد سنة 1949 في مدينة حيفا الفلسطينية ، وهو مغن إسرائيلي ، هاجر إلى الولايات المتحدة وسمى نفسه «ديمان» DEMON ، واسمه الحقيقي خاييم ويتز.

## وصلات خارجية
- الموقع الرسمي
- جين سيمونس على موقع IMDb (الإنجليزية)
- جين سيمونس على موقع الموسوعة البريطانية (الإنجليزية)
- جين سيمونس على موقع ألو سيني (الفرنسية)
- جين سيمونس على موقع ميوزك برينز (الإنجليزية)
- جين سيمونس على موقع رولينغ ستون (الإنجليزية)
- جين سيمونس على موقع أول موفي (الإنجليزية)
- جين سيمونس على موقع قاعدة بيانات برودواي على الإنترنت (الإنجليزية)
- جين سيمونس على موقع قاعدة بيانات الأفلام السويدية (السويدية)
- جين سيمونس على موقع إن إن دي بي (الإنجليزية)
- جين سيمونس على موقع أول ميوزيك (الإنجليزية)